# Urospermum
Urospermum Scop., 1777 è un genere di piante angiosperme dicotiledoni della famiglia delle Asteraceae.

## Etimologia
Il nome del genere (Urospermum) deriva dal greco antico: οὐρά?, ourá ("coda") e σπέρμα, spérma ("seme") e fa riferimento al becco (un lungo prolungamento apicale) dell'achenio.
Il nome scientifico di questo genere è stato proposto dal medico e naturalista italiano Giovanni Antonio Scopoli (1723-1788) nella pubblicazione "Introductio ad historiam naturalem, sistens genera lapidum, plantarum et animalium hactenus detecta, caracteribus essentialibus donata, in tribus divisa, subinde ad leges naturae. Prague." del 1777.

## Descrizione

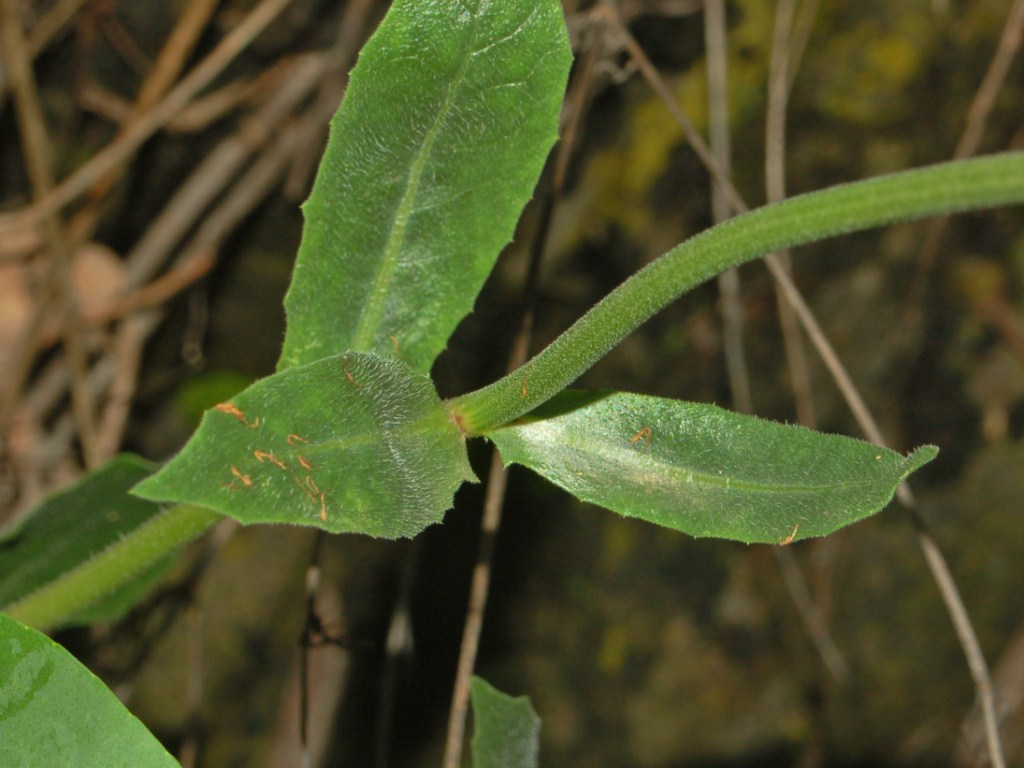
Le foglie
Urospermum dalechampii

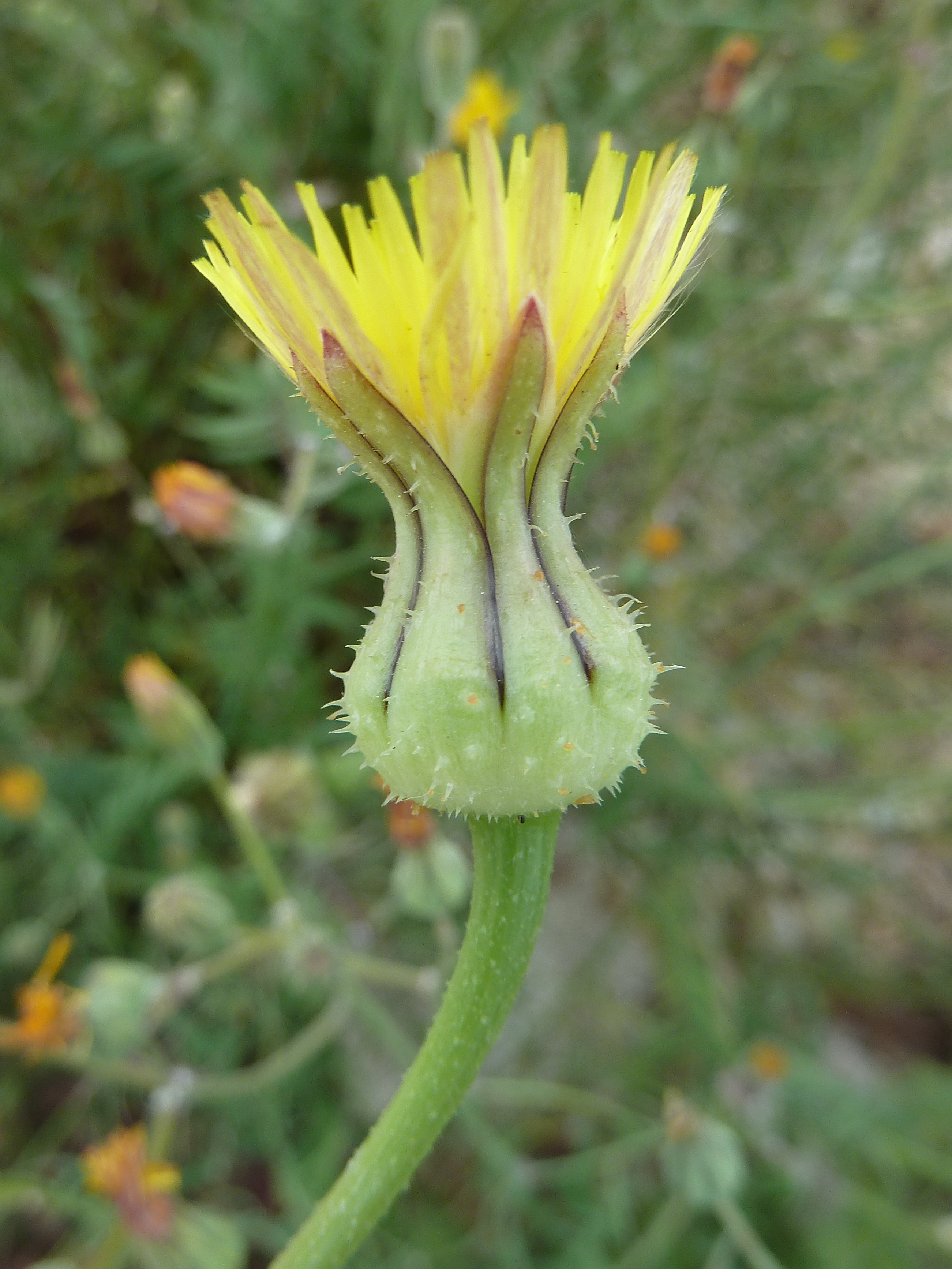
L'involucro
Urospermum picroides

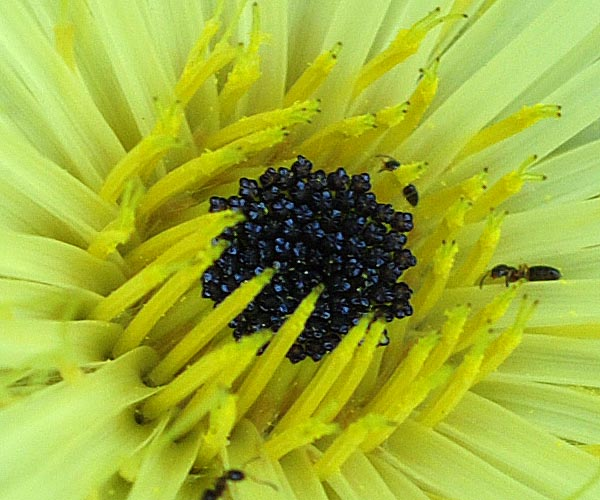
I fiori
Urospermum dalechampii

Habitus. Le specie di questo genere sono erbe annuali e perenni con forma biologiche sia terofite scapose (T scap) che emicriptofite scapose (H scap). L'altezza massima per queste piante è attorno ai 60 cm.
Radici. Le radici sono fittonanti.
Fusto. La parte aerea del fusto è eretta e ascendente; sia fogliosa nella metà inferiore che ramoso-corimbosa.
Foglie. Le foglie si dividono in basali e cauline. Quelle basali (o inferiori) hanno una lamina di tipo pennatosetto o spatolato e sono picciolate; mentre quelle cauline hanno un contorno più lanceolato e sono subintere e sessili. I margini delle foglie possono essere dentati.
Infiorescenza. Le infiorescenze sono composte da capolini solitari alla fine degli steli. I capolini sono formati da un involucro a forma urceolata composto da diverse brattee (o squame) disposte su una serie all'interno delle quali un ricettacolo fa da base ai fiori tutti ligulati. Le brattee in genere da 7 a 8 su una (o raramente) due serie; i bordi sono scariosi e alla base sono connate; la forma è da ovato-lanceolata a lanceolato-lineare. Il ricettacolo è "nudo", ossia privo di pagliette a protezione della base dei fiori; la forma è da piatta a convessa. Diametro dell'involucro: 10 – 20 mm.
Fiori. I fiori da 20 a 50 sono tutti del tipo ligulato (il tipo tubuloso, i fiori del disco, presente nella maggioranza delle Asteraceae, qui è assente), sono tetra-ciclici (ossia sono presenti 4 verticilli: calice – corolla – androceo – gineceo) e pentameri (ogni verticillo ha 5 elementi). I fiori sono tutti ermafroditi e zigomorfi.
- Formula fiorale:

*/x K {\displaystyle \infty }, [C (5), A (5)], G 2 (infero), achenio
- Calice: i sepali del calice sono ridotti ad una coroncina di squame.
- Corolla: la corolla dei fiori alla base è tubolare e termina in una ligula raggiante con 5 denti apicali; la ligula è colorata di giallo pallido.
- Androceo: gli stami sono 5 con filamenti liberi, mentre le antere sono saldate in un manicotto (o tubo) circondante lo stilo.[16] Il polline è tricolporato.[17]
- Gineceo: gli stigmi dello stilo (corto) sono due divergenti con la superficie stigmatica posizionata internamente (vicino alla base).[18] L'ovario è infero uniloculare formato da 2 carpelli.

Frutti. I frutti sono degli acheni con pappo. Gli acheni sono marrone con corpi appiattiti e gonfi alla base; la base può essere rigonfia; il becco è vuoto e separato da un diaframma dal contenitore dell'embrione. Il pappo è composto da setole piumose (da 18 a 22) e alette rigide.

## Biologia
- Impollinazione: l'impollinazione avviene tramite insetti (impollinazione entomogama tramite farfalle diurne e notturne).
- Riproduzione: la fecondazione avviene fondamentalmente tramite l'impollinazione dei fiori (vedi sopra).
- Dispersione: i semi (gli acheni) cadendo a terra sono successivamente dispersi soprattutto da insetti tipo formiche (disseminazione mirmecoria). In questo tipo di piante avviene anche un altro tipo di dispersione: zoocoria. Infatti gli uncini delle brattee dell'involucro si agganciano ai peli degli animali di passaggio disperdendo così anche su lunghe distanze i semi della pianta.

## Distribuzione e habitat
La distribuzione delle specie di questo genere è relativa alla Macaronesia, al Mediterraneo (Europa meridionale e Africa settentrionale) e al Vicino Oriente. In altre zone è considerato genere naturalizzato (America del Sud, Sudafrica e Australia). L'habitat preferito sono le zone incolte e lungo le vie a quote non superiori ai 1000 m s.l.m. di altitudine.

## Tassonomia
La famiglia di appartenenza di questa voce (Asteraceae o Compositae, nomen conservandum) probabilmente originaria del Sud America, è la più numerosa del mondo vegetale, comprende oltre 23.000 specie distribuite su 1.535 generi, oppure 22.750 specie e 1.530 generi secondo altre fonti (una delle checklist più aggiornata elenca fino a 1.679 generi). La famiglia attualmente (2021) è divisa in 16 sottofamiglie.

### Filogenesi
Il genere di questa voce appartiene alla sottotribù Hypochaeridinae della tribù Cichorieae (unica tribù della sottofamiglia Cichorioideae). In base ai dati filogenetici la sottofamiglia Cichorioideae è il terz'ultimo gruppo che si è separato dal nucleo delle Asteraceae (gli ultimi due sono Corymbioideae e Asteroideae). La sottotribù Hypochaeridinae fa parte del "quarto" clade della tribù; in questo clade è posizionata nel "core" del gruppo , vicina alle sottotribù Crepidinae e Chondrillinae.
I seguenti caratteri sono distintivi per la sottotribù:
- l'indumento delle piante è formato da peli grossolani;
- le setole del pappo hanno delle sporgenze laterali rigide costituite da un'unica cellula tubolare gigante.

Il nucleo della sottotribù Hypochaeridinae è l'alleanza Hypochaeris-Leontodon/Picris e formano (insieme ad altri generi minori) un "gruppo fratello". Rispetto a precedenti raggruppamenti delle Hypochaeridinae, diversi generi sono stati esclusi dalla circoscrizione rivista sulla base di recenti analisi filogenetiche molecolari. Il gruppo attualmente si presenta monofiletico (a parte l'enigmatica Prenanthes purpurea attualmente descritta nelle Lactucinae). Il genere di questa voce, nell'ambito della sottotribù occupa una posizione abbastanza "basale". La divergenza dal gruppo delle Hypochaeridinae è stata molto precoce e presenta alcune affinità con il genere Avellara. Si stima che la divergenza di Avellara e Urospermum sia avvenuta già nel Miocene medio-tardo, intorno ai 15,5 – 8,6 milioni di anni fa, quindi in un'epoca in cui i lignaggi dei principali cladi delle Cichorieae si stavano diversificando.
I caratteri distintivi per le specie di questo genere sono:
- le brattee dell'involucro in genere sono su una sola serie;
- gli acheni sono piegati;
- il becco dell'achenio è vuoto e separato da un diaframma dal contenitore dell'embrione;
- il pappo (piumoso) è inserito sopra il becco allungato.

Il numero cromosomico delle specie di questo genere è da 2n = 10 a 2n = 14. Sono presenti solamente specie diploidi.

### Specie del genere
Le specie riconosciute per questo genere sono due:
- Urospermum dalechampii (L.) Schmidt, 1795 - Boccione maggiore: l'infiorescenza è composta da un solo capolino relativamente grande (6 - 7 cm); l'altezza massima della pianta è di 20 - 40 cm; il ciclo biologico è perenne; emicriptofita scaposa (H scap); il tipo corologico è Euri Mediterraneo - Centro Occidentale; l'habitat tipico sono i prati aridi, gli incoti e lungo le vie; in Italia è una specie comune e si trova dal Centro al Sud fino ad una quota di 1.200 m s.l.m..

- Urospermum picroides (L.) Schmidt, 1795 - Boccione minore: l'infiorescenza è composta da parecchi capolini più piccoli (2 - 4 cm); l'altezza massima della pianta è di 15 - 35 cm; il ciclo biologico è annuale; terofita scaposa (T scap); il tipo corologico è Euri Mediterraneo; l'habitat tipico sono gli incoti, lungo le vie, le vigne i gli oliveti; in Italia è una specie comune e si trova su tutto il territorio fino ad una quota di 1.000 m s.l.m..

### Sinonimi
L'entità di questa voce ha avuto nel tempo diverse nomenclature. L'elenco seguente indica alcuni tra i sinonimi più frequenti:
- Arnopogon Willd.
- Daumailia  Arènes
- Tragopogonodes  Kuntze